# Barrhead (Alberta)
Barrhead es un pueblo canadiense situado en la provincia de Alberta.

## Superficie
Barrhead tiene una superficie de 8,2 km².

## Demografía
En 2021, tenía 4320 habitantes, una densidad poblacional de 527,1 hab./km², y 1983 viviendas.